# Yến đuôi nhọn vằn đốm
Yên đuôi nhọn vằn đốm, tên khoa học Telacanthura ussheri, là một loài chim trong họ Apodidae.